# Danila Walerjewitsch Koslowski

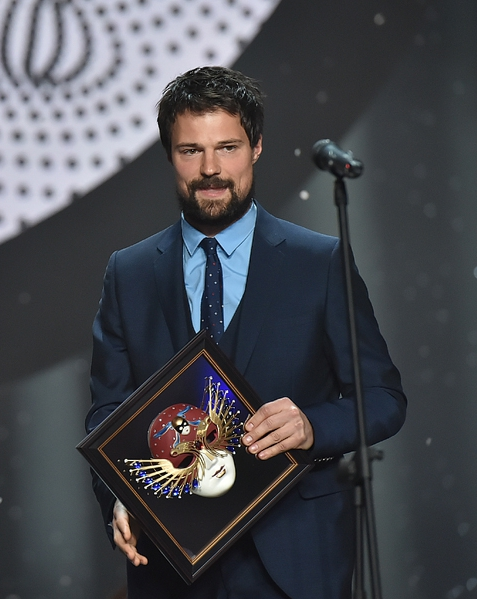
Danila Koslowski bei der Preisverleihung der Goldenen Maske, 2017

Danila Walerjewitsch Koslowski (russisch Данила Валерьевич Козловский; * 3. Mai 1985 in Moskau) ist ein russischer Film- und Theaterschauspieler.

## Leben
Koslowski wurde in Moskau als zweiter von drei Brüdern geboren. Sein Vater Waleri Iwanowitsch Koslowski (* 1946) ist Philosoph und Professor am Staatlichen Moskauer Institut für Kultur. Seine Mutter Nadeschda Nikolajewna Swenigorodskaja (* 1951) ist gelernte Theaterschauspielerin und derzeit als Fernsehschauspielerin in kleineren Nebenrollen tätig. Koslowskis Eltern ließen sich scheiden, als er noch ein Kind war. In seiner Kindheit und Jugend beschäftigte er sich mit dem Tanz, dem Gesang und spielte Saxophon und Bratsche.
Auf Wunsch seiner Eltern besuchte Koslowski eine Kadettenschule in Kronstadt, welche er 2002 abschloss. Seinen ersten Filmauftritt hatte er allerdings schon 1994, wo er im Film „Prostyje istiny“ (Простые истины, dt. „Einfache Wahrheiten“) einen frechen Sechstklässler spielte. Diese Nebenrolle war für seine Karriere entscheidend, denn dieser Film war ausschlaggebend dafür, dass er im Jahr 2003 an der Sankt Petersburger Staatlichen Akademie für Theaterkunst angenommen wurde. Dort belegte er einen Schauspieler- und Regisseur-Kurs unter der Leitung des russischen Volkskünstlers Lew Dodin. Im Jahr 2007 schloss er das Studium an der Akademie erfolgreich ab.
Ab dem zweiten Semester an der Akademie spielte Koslowski regelmäßig bei Spielfilmen mit. 2006 wurde er von der russischen Filmkritikergesellschaft für seine Rolle im Film Garpastum mit dem „Weißen Elefanten“ ausgezeichnet.
Breitere Bekanntheit bei den russischsprachigen Zuschauern erlange Koslowski im Jahr 2008 mit seiner Hauptrolle im Film My is budoschego (Мы из будущего, dt. „Wir sind aus der Zukunft“). Dort spielte er die Rolle des Raubarchäologen Sergei Filatow (Spitzname Borman), der zusammen mit seinen Freunden während der illegalen Ausgrabungen in die Vergangenheit zurückversetzt wurde. Filatow und seine Freunde gingen in einem See baden und als sie wieder ans Ufer schwammen, waren sie auf einmal im Jahr 1942, der Zeit des Großen Vaterländisches Krieges.
2010 folgte eine Rolle im Thriller Odinotschka (Одиночка, dt. „Alleinstehende“). Dort spielte er den Kriminellen Andrei Gromow.
2012 spielte er die Rolle des glamourösen und morallosen Moskauer Top-Managers Max Andrejew im Film Duchless (Духless, dt. „Geistlos“), der von Universal Studios mitproduziert wurde. Koslowski wurde dafür mit dem „Goldenen Adler“ für die beste männliche Hauptrolle ausgezeichnet und der Film wurde über die Grenzen Russlands hinaus bekannt.
2013 bekam er eine Hauptrolle in der Verfilmung der bekannten Fantasy-Serie von Richelle Mead. Die Dreharbeiten starteten am 27. Mai 2013. 2014 war er in der Rolle des Dimitri Belikov in dem Film Vampire Academy zu sehen.
2016 spielte Danila Koslowski die Hauptrolle im russischen Katastrophenfilm Final Take-Off – Einsame Entscheidung, einem Remake des sowjetischen Katastrophenfilms Die Besatzung (1980).
Ende 2017 spielte Koslowski die Rolle von Oleg dem Weisen in der kanadisch-irischen Fernsehserie Vikings.
Koslowski gehört zum Ensemble des Maly-Dramaturgietheaters in Sankt Petersburg.
Danila Koslowski war von 2008 bis 2011 mit der polnischen Theaterschauspielerin Urszúla Magdaléna Máłka (* 1979) verheiratet.
Von 2014 bis 2021 war Danila mit der Schauspielerin und Model Olga Sujewa (* 1987) liiert. Im März 2020 wurden sie Eltern einer Tochter. Im April 2021 gab das Paar seine Trennung bekannt. An der Trennung gab sich Koslowski die Schuld.

## Filmografie
- 2008: My iz budushchego (Мы из будущего)
- 2009: Lustige Typen (Весельчаки)
- 2010: Odinotschka (Одиночка, Fernsehfilm)
- 2011: Rasputin – Hellseher der Zarin (Raspoutine)
- 2011: Target – Die Zone ewiger Jugend (Мишень)
- 2012: Duchless (Духless)
- 2012: Iron Spy – Spionage für Anfänger (Шпион)
- 2013: Die Legende Nr. 17 (Легенда номер 17)
- 2014: Vampire Academy
- 2014: Dubrowskij (Дубровский)
- 2015: Duchless 2 (Духless 2)
- 2015: Hardcore (Hardcore Henry)
- 2016: Final Take-Off – Einsame Entscheidung (Ekipazh, Экипаж)
- 2016: Viking (Викинг)
- 2017: Mathilde – Liebe ändert alles (Matilda, Матильда)
- 2018: McMafia (Fernsehserie, Folge 1x08)
- 2018: Dovlatov (Довлатов)
- 2018: Trener – Coach (Trener, Тренер)
- 2019–2020: Vikings
- 2021: Tschernobyl 1986 (Чернобыль 1986г.)
- 2022: Treason